# 秀竹園道
秀竹園道（英語：Sau Chuk Yuen Road）是香港九龍九龍仔的一條單程街道，連接書院道和嘉林邊道。秀竹園道一帶建有舊式洋樓，環境清幽。

## 歷史
秀竹園道一帶，前身是九龍城福佬村的禾寮，與英界以南的馬頭圍村為鄰。隨著九龍仔山南麓土地平整完成，該區於1930年代初開始現代化發展，並率先建成一條與界限街平行的道路，即為秀竹園道。秀竹園道兩旁的地皮被規劃作住宅用途，在1930年代陸續出售，在戰前建成一排花園洋房別墅。
戰後，秀竹園道一帶繼續發展，剩餘的地皮建成數座分層洋樓，戰前落成的花園別墅亦在1950年末代起重建成洋樓。在粵語片時代，秀竹園道的洋樓吸引不少香港影星居住，計有嚴俊、丁蘭、李湄、羅艷卿等等，國泰電影公司的宿舍亦在秀竹園道。
香港電影進入港產片黃金時代，影星張艾嘉來港亦居於秀竹園道。導演王家衛和劉鎮偉合夥開設的電影公司，亦是坐落於秀竹園道。
1964年起，秀竹園道改為單向行車。直到今天，秀竹園道仍屬高收入住宅區，居民多為公司老闆、專業人士等等。

## 事件
- 1951年，秀竹園道6號黃宅被爆竊，損失過萬元財物，後來部份贓物在九龍城侯王廟村山中地窖起回。[4]